# تسوباسا سوزوکی
تسوباسا سوزوکی (انگلیسی: Tsubasa Suzuki؛ زادهٔ ۲۶ آوریل ۱۹۹۴) بازیکن فوتبال اهل ژاپن است.